# 黔金丝猴
黔金丝猴（学名：Rhinopithecus brelichi）又名灰仰鼻猴、白肩猴、白肩仰鼻猴、牛尾猴、线狨，主要仅分布于贵州梵净山，现数量700只左右。

## 分布
黔金丝猴仅分布在贵州武陵山的梵净山地区。

## 特征
黔金丝猴的体型略小于川金丝猴，体长为64-69厘米，尾较身体长，约85-90厘米。脸部灰白或浅蓝，鼻眉脊浅蓝。吻鼻部略向下凹，不像川金丝猴那样肿胀。前额毛基金黄色，至后部逐渐变为灰白。背部灰褐，从肩部沿四肢外侧至手背和脚背渐变为黑色。肩窝有一白色块斑，肩毛长达16厘米。颈下、腋部及上肢内侧金黄色，尾基深灰色，至尾端为黑色或黄白色。幼体色淡，通体银灰。

## 习性
黔金丝猴活动的海拔高度比川金丝猴和滇金丝猴都低，多棲於海拔500-800米河谷阔叶林，夏季则多见於海拔1400-2200米左右的闊葉混交林，活动范围大，也偶见於村寨附近。
群居性，为多雄多雌的混合家族群。一群约150-250只，有季节性分群与合群现象。黔金丝猴以多种植物的叶、芽、花、果及树皮为食。
雌猴发情季节为夏秋到初冬。

## 研究与保护
黔金丝猴模式标本出自贵州北部，现收藏与大英博物馆。
黔金丝猴自1903年定名之后，至1960年代才再次得到关于这个物种的线索。由于梵净山地区条件复杂，是研究工作开展十分困难，至今对它们的认知多来自1991年到1993年贵州师范大学与美国纽约动物学会世界野生动物保护基金会（WCI）的合作研究。
目前，黔金丝猴的保护级别是：
- CITES濒危等级：附录I 生效年代：1997年
- IUCN濒危等级：濒危 生效年代：1996年
- 国家重点保护等级：一级 生效年代：1989年
- 中国濒危动物红皮书等级：濒危 生效年代：1996年

### 濒危因素
- 栖息地破坏：在建立梵净山保护区之前，伐木采矿等活动对这一地区破坏严重，对黔金丝猴的栖息造成严重威胁。
- 过渡利用：由于当地居民有狩猎的习惯，对黔金丝猴的捕杀时有发生。最严重的1962年到1977年，据不完全统计就猎杀317只之多。

### 保护措施
梵净山保护区保护区的建立使黔金丝猴的生存有所保障。虽然保护区初期乱砍滥伐、盗猎等现象仍很严重，但经过多年的努力，对当地人的教育和适当引导使这些现象的以避免。目前黔金丝猴的人工饲养正处于研究阶段。